# گروه بنیادی
در ریاضیات و در شاخه ی توپولوژی جبری، گروه بنیادی یک فضای توپولوژیکی، گروهی از دسته های هم ارزی تحت هموتوپی حلقه ها (به انگلیسی: loops) یی است که داخل آن فضا قرار دارند. این گروه، اطلاعات مربوط به شکل بنیادین، یا حفره های فضای توپولوژیکی را در خود ثبت می کند. گروه بنیادی، اولین و ساده ترین گروه هموتوپی است. گروه بنیادی یک ناوردای هموتوپیایی است، به عبارتی دیگر، فضاهای توپولوژی که هم ارز هموتوپی هستند (یا حالت قوی تر آن که با هم همسان‌ریخت باشند)، گروه های بنیادین یک ریختی دارند. 

## شهود
از یک فضا که نقطه ای روی آن قرار دارد شروع کرده (به عنوان مثال یک رویه)، و تمام حلقه هایی با شروع و پایان از آن نقطه را در نظر بگیرید، این حلقه ها مسیر هایی هستند که شروع و پایانشان همان نقطه بوده، به گونه ای که در آن فضای مورد نظر سیر کرده و به نقطه آغازین خود باز خواهند گشت. دو حلقه را می توان به سادگی با هم ترکیب کرد: اینگونه که با طی کردن اولین حلقه، وارد حلقه دوم شود. دو حلقه در صورتی با هم معادلند که بتوان یکی را با تغییر شکل بدون پارگی به دیگری تبدیل کرد. مجموعه تمام چنین حلقه هایی به همراه روش ترکیب کردن و معادل سازی بینشان، تشکیل گروه بنیادی آن فضای خاص را خواهند داد.

## تاریخچه
هانری پوانکاره گروه بنیادی را در ۱۸۹۵ در مقاله اش "Analysis situs" معرفی کرد. این مفهوم در نظریه رویه های ریمانی، در کار های برنارد ریمان، پوانکاره، و فلیکس کلاین ظهور پیدا کرد. گروه بنیادی، خواص مونودرومی توابع مختلط مقدار را توصیف می کند، به علاوه این که دسته بندی توپولوژیکی کاملی بر روی رویه های بسته ارائه می نماید.

## تعریف

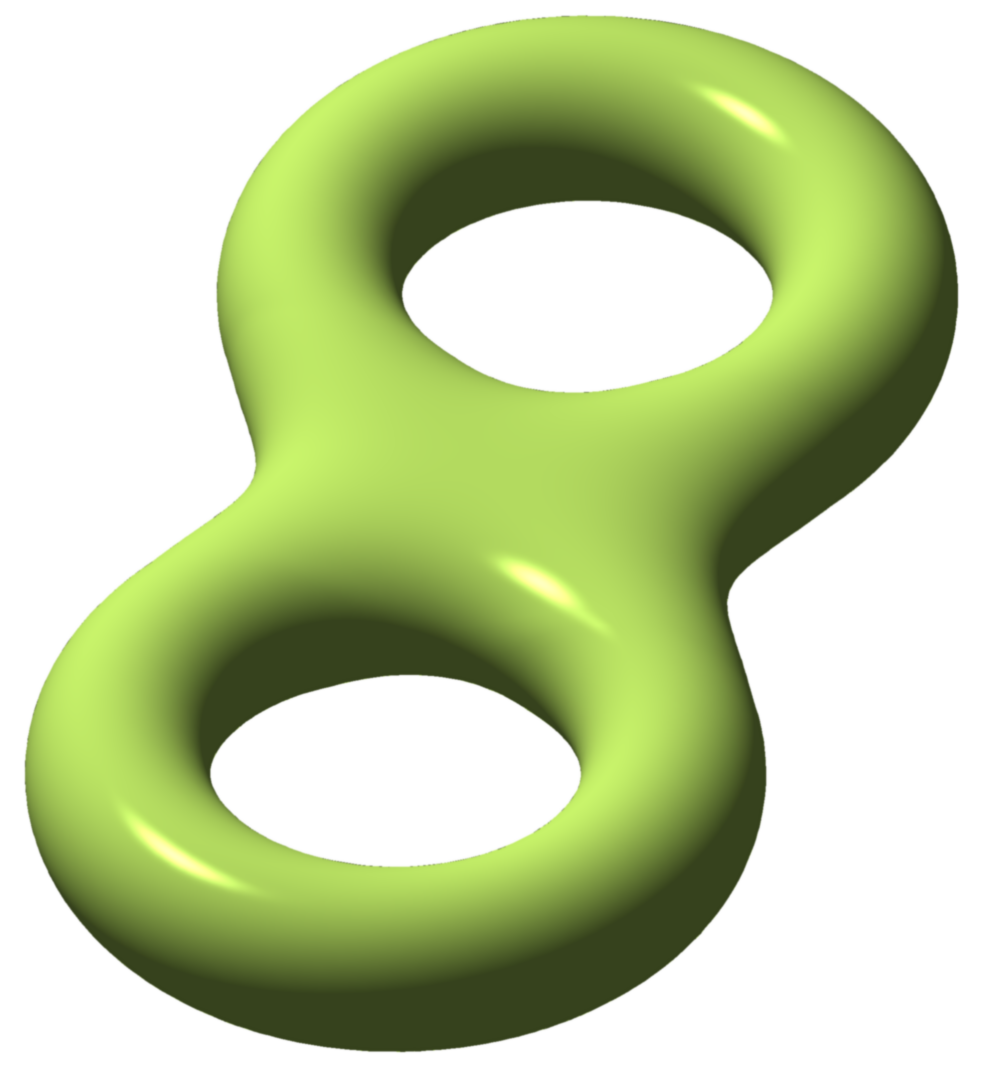

در سرتاسر این مقاله، {\displaystyle X} یک فضای توپولوژیست. مثال معمول آن رویه ای است که در تصویر مشاهده می کنید. به علاوه، {\displaystyle x_{0}} نقطه ای در {\displaystyle X} است که به آن نقطه پایه ای گفته می شود. (همانگونه که در ادامه توضیح داده خواهد شد، نقش این نقطه کمکی و جنبیست) ایده ی تعریف گروه هموتوپی این است که (به طور کلی) تا چه حد خم های درون فضای {\displaystyle X} را می توان با تغییر شکل به هم دیگر تبدیل نمود. تعریف دقیق آن وابسته به مفهوم هموتوپی حلقه هاست، که ابتدا آن را توضیح خواهیم داد.

### هموتوپی حلقه ها
فرض کنید فضای توپولوژیکی {\displaystyle X} داده شده باشد. یک حلقه (یا کمند) (به انگلیسی: loop) در {\displaystyle x_{0}} به صورت تابع پیوسته زیر تعریف شده باشد:
{\displaystyle \gamma \colon [0,1]\to X}
چنان که نقطه آغازین {\displaystyle \gamma (0)} و نقطه پایانی {\displaystyle \gamma (1)} هردو برابر {\displaystyle x_{0}} باشند. 

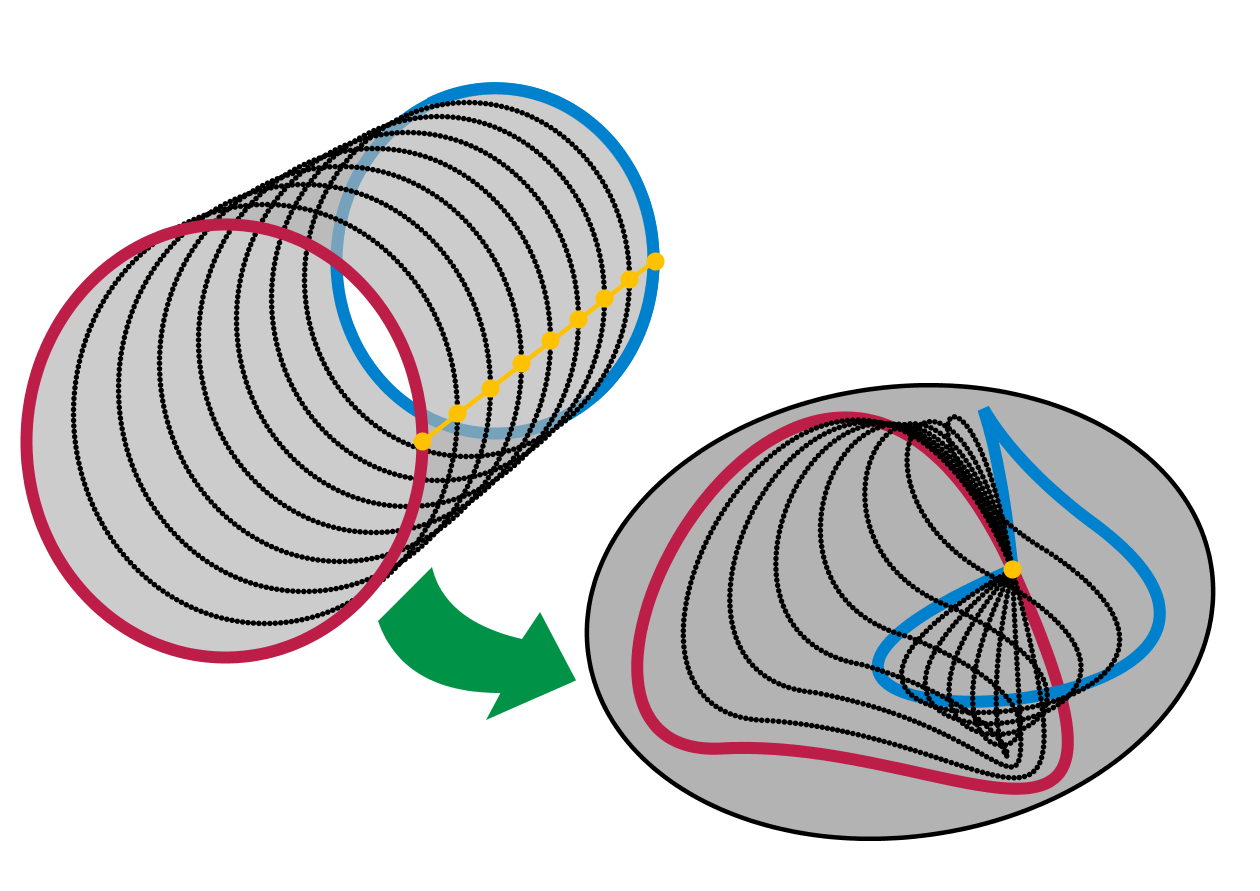
هموتوپی حلقه ها

یک هموتوپی، در حقیقت نوعی درونیابی بین دو حلقه است. به طور دقیق تر، یک هموتوپی بین دو حلقه ی {\displaystyle \gamma ,\gamma '\colon [0,1]\to X} (که پایه هایشان در همان نقطه ی {\displaystyle x_{0}} قرار دارد) نگاشت پیوسته ی زیر است:
{\displaystyle h\colon [0,1]\times [0,1]\to X,}
چنان که:
- برای تمام {\displaystyle t\in [0,1]} داشته باشیم {\displaystyle h(0,t)=x_{0}}، یعنی نقطه شروع همتوپوی برای تمام t ها {\displaystyle h(0,t)=x_{0}} است (اغلب به t پارامتر زمان گفته می شود).
- برای تمام {\displaystyle t\in [0,1]} داشته باشیم {\displaystyle h(1,t)=x_{0}}، چنان که به طور مشابه با حالت قبل، برای تمام t ها، نقطه ی پایان در {\displaystyle x_{0}} باقی می ماند.
- برای تمام {\displaystyle r\in [0,1]} داشته باشیم {\displaystyle h(r,0)=\gamma (r),h(r,1)=\gamma '(r)}.

اگر چنین هموتوپی h ی وجود داشته باشد، می گوییم {\displaystyle \gamma } و {\displaystyle \gamma '} با هم هموتوپ هستند. رابطه هموتوپ بودن {\displaystyle \gamma } و {\displaystyle \gamma '} یک رابطه ی هم ارزی است که دسته های هم ارزی آن را اینگونه می توان در نظر گرفت:
{\displaystyle \pi _{1}(X,x_{0}):=\{{\text{all loops }}\gamma {\text{ based at }}x_{0}\}/{\text{homotopy}}}
این مجموعه (با ساختار گروهی که در زیر توضیح داده شده است) را گروه بنیادی فضای توپولوژی {\displaystyle X} در نقطه پایه ای {\displaystyle x_{0}} نامگذاری می کنند. هدف از دسته بندی حلقه ها بر اساس هموتوپی این است که مجموعه اصلی، یعنی کل حلقه ها با شروع و پایان از {\displaystyle x_{0}} (که به آن فضای حلقه ای (فضای کمندی) روی فضای توپولوژی {\displaystyle X} می گویند) یک مجموعه بزرگ است که مدیریت آن سخت است. در حالی که با تعریف این رابطه هم ارزی به مجموعه ای می رسیم که مدیریت و محاسبات بر روی آن راحت تر خواهد شد.

### ساختار گروهی

جمع حلقه ها

بر اساس تعریف فوق، {\displaystyle \pi _{1}(X,x_{0})} صرفاً یک مجموعه است. این مجموعه را می توان با استفاده از اتصال حلقه ها تبدیل به یک گروه کرد (به همین دلیل به آن گروه بنیادی می گویند). به طور دقیق تر اگر دو حلقه ی {\displaystyle \gamma _{0}} و {\displaystyle \gamma _{1}} داده شده باشند، ضربشان را به صورت زیر تعریف می کنیم:
{\displaystyle {\begin{aligned}\gamma _{0}\cdot \gamma _{1}\colon [0,1]&\to X\\(\gamma _{0}\cdot \gamma _{1})(t)&={\begin{cases}\gamma _{0}(2t)&0\leq t\leq {\tfrac {1}{2}}\\\gamma _{1}(2t-1)&{\tfrac {1}{2}}\leq t\leq 1.\end{cases}}\end{aligned}}}
لذا، حلقه ی {\displaystyle \gamma _{0}\cdot \gamma _{1}} در ابتدا {\displaystyle \gamma _{0}} را با "سرعت دو برابر" و سپس {\displaystyle \gamma _{1}} را با "سرعت دو برابر" طی می کند.

## نمونه‌ها
- روی یک کره {\displaystyle S^{n}} با بعد بالاتر از ۲ (یعنی {\displaystyle n\geq 2}) هر دور قابل تقلیل به یک نقطه است و در نتیجه همه دورها با هم (و با نقاط) هموتوپ هستند؛ بنابراین{\displaystyle \pi _{1}(S^{n})=0}.
- اگر {\displaystyle T^{2}} یک چنبره باشد، دو دایره (دور) مولد این چنبره مولد گروه بنیادی هم هستند؛ بنابراین: {\displaystyle \pi _{1}(T^{2})=\mathbb {Z} ^{2}}.
- در واقع برای هر گروه {\displaystyle G} یک فضای توپولوژیک {\displaystyle BG} موجود است که{\displaystyle G} (یکریخت با) گروه بنیادی آن فضا می‌باشد.

## ویژگیها
اگر {\displaystyle f:X\to Y} یک نگاشت پیوسته میان فضاهای توپولوژیک {\displaystyle X} و{\displaystyle Y} و {\displaystyle \gamma } یک دور در {\displaystyle X} باشد، آنگاه {\displaystyle f\circ \gamma } یک دور در {\displaystyle Y} خواهد بود. می‌توان نشان داد که {\displaystyle f} دو دور هموتوپ را به دو دور هموتوپ می‌فرستد و بنابراین یک نگاشت {\displaystyle f_{*}:\pi _{1}(X)\to \pi _{1}(Y)} تعریف می‌کند.
همچنین گروه بنیادی نسبت به حاصلضرب‌ها خوش رفتار است یعنی:
{\displaystyle \pi _{1}(X\times Y)=\pi _{1}(X)\times \pi _{1}(Y)}